# Theodor Lehmann (Politiker)

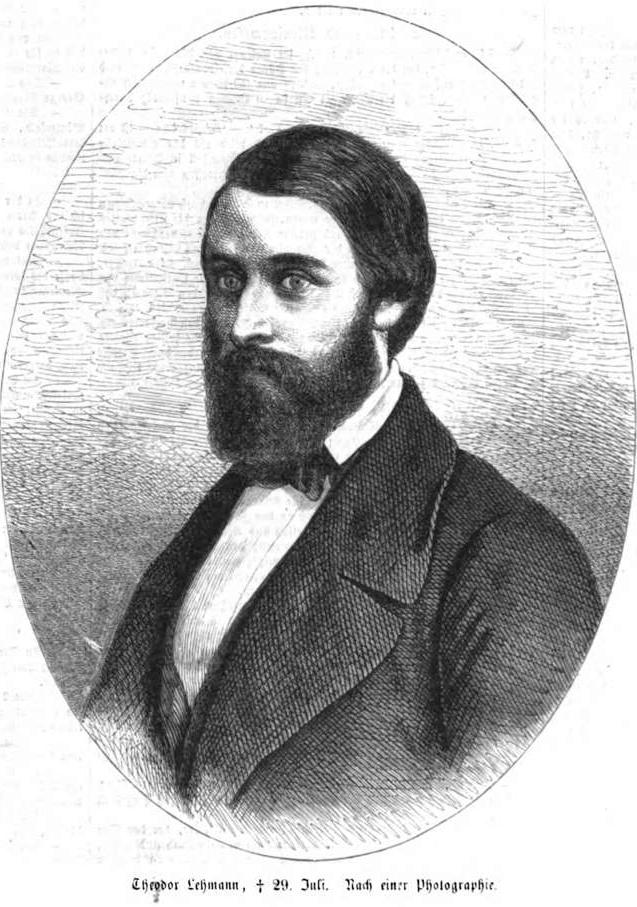
Theodor Lehmann

Theodor Lehmann (* 22. November 1824 in Rendsburg; † 29. Juli 1862 in Kiel) war ein deutscher (holsteinischer) Politiker und Jurist.

## Leben
Lehmann war der Sohn des Apothekers Carl Heinrich Lehmann und dessen Ehefrau Henriette Baltzer. Nach dem Schulbesuch in seiner Heimatstadt wechselte Lehmann auf ein Gymnasium nach Hamburg. Mit 19 Jahren begann Lehmann 1843 an der Friedrich-Wilhelms-Universität zu Berlin Geschichte, Rechts- und Staatswissenschaften zu studieren. Später wechselte er nach Eberhard-Karls-Universität Tübingen und die Ruprecht-Karls-Universität Heidelberg und konnte 1848 dieses Studium erfolgreich an der Christian-Albrechts-Universität zu Kiel beenden. Bereits während seines Studiums war Lehmann politisch aktiv und machte dabei auch die Bekanntschaft mit dem Historiker Georg Gottfried Gervinus und Pfizer. Ziel von allen war das geeinte und freie Deutschland. Lehmann nahm an der Schleswig-Holsteinischen Erhebung teil und ließ sich anschließend in Kiel nieder. Im Frühjahr 1851 wurde Lehmann am dortigen Oberappellationsgericht als Advokat akkreditiert. 1857 wählte man Lehmann in das Deputierten-Kollegium von Kiel, dessen Sprecher er kurze Zeit später wurde. 1859 wählte man ihn als entschiedenen Gegner Dänemarks in die Holsteinische Ständeversammlung. Dort arbeitete Lehmann mit Baron Karl von Scheel-Plessen an mehreren Gesetzen, um die politische Situation zwischen Deutschland und Dänemark in Schleswig-Holstein zu optimieren.
Lehmann heiratete 1851 Caroline Amalie (1824–1856), die Tochter des Psychiaters Peter Willers Jessen. Ihr gemeinsamer Sohn Heinrich Otto Lehmann (1852–1904) wurde Rechtshistoriker.